# Ortonovo
Ortonovo es una localidad y comune italiana de la provincia de La Spezia, región de Liguria, con 8.515 habitantes.

## Evolución demográfica
| Gráfica de evolución demográfica de Ortonovo entre 1861 y 2001 |
|                                                                |
| Fuente ISTAT - elaboración gráfica de Wikipedia                |